# Boughton (Norfolk)
Boughton – wieś w Anglii, w hrabstwie Norfolk, w dystrykcie King’s Lynn and West Norfolk. Leży 54 km na zachód od Norwich i 128 km na północ od Londynu.
W 2001 miejscowość liczyła 213 mieszkańców.